# Olle Larsson
Olof Hindrik Larsson –conocido como Olle Larsson– (Torsö, 21 de junio de 1928-Trollhättan, 13 de enero de 1960) fue un deportista sueco que compitió en remo.
Participó en los Juegos Olímpicos de Melbourne 1956, obteniendo una medalla de plata en la prueba de cuatro con timonel. Ganó dos medallas de plata en el Campeonato Europeo de Remo de 1955.

## Palmarés internacional
| Juegos Olímpicos   | Juegos Olímpicos      | Juegos Olímpicos | Juegos Olímpicos   |
| Año                | Lugar                 | Medalla          | Prueba             |
| ------------------ | --------------------- | ---------------- | ------------------ |
| 1956               | Melbourne (Australia) | Medalla de plata | Cuatro con timonel |
| Campeonato Europeo |                       |                  |                    |
| Año                | Lugar                 | Medalla          | Prueba             |
| 1955               | Gante (Bélgica)       | Medalla de plata | Cuatro con timonel |
| 1955               | Gante (Bélgica)       | Medalla de plata | Ocho con timonel   |